# Jörg Steineck
Jörg Steineck (* 15. April 1979 in Gelsenkirchen) ist ein deutscher Filmemacher, Regisseur, Produzent, bildender Künstler (Malerei und Video), Editor, Musiker und Autor.

## Leben
Jörg Steineck wurde in Gelsenkirchen geboren und wuchs in Bottrop auf. Nach dem Abitur und Fortbildungen in der Filmwerkstatt Altenkirchen (2000) und im Europäischen Förderinstitut für Film und Fernsehen (EFIFF) von 2001 bis 2002, studierte er von 2002 bis 2008 an der Hochschule Wismar Medien und Kommunikationsdesign. Während des Studiums erfolgten 2005 ein Praktikum bei Markenfilm, Wedel, und von 2005 bis 2006 ein Auslandssemester an der San Diego State University (SDSU) in den Bereichen Film und Design. Dort entstanden neben einigen Kurzfilmen auch sein Diplomfilm Welcome to Tijuana (2008), der sich auf die Migrationsproblematik innerhalb der mexikanischen Grenzstadt Tijuana fokussiert und den er gemeinsam mit dem Journalisten Nicolas Martin produzierte. Das Diplom betreute der Filmemacher Jochen Wisotzki. 2008 verlegte Steineck seinen Wohnsitz von Hamburg nach Berlin, wo er bis 2009 als freier Online-Medienredakteur bei zoomer.de und beim Nachrichtenmagazin Tagesspiegel tätig war. Seitdem arbeitet er ganzheitlich als freier Filmemacher.

## Werk

### Arbeit als Filmemacher
Bereits im Jahr 2006, während seines Studienaufenthalts in Kalifornien, begann Steineck mit Aufnahmen für seinen Film Lo Sound Desert, der die Geschichte der isolierten musikalischen Subkultur der 80er und 90er Jahre im kalifornischen Coachella Valley erzählt. Ab 2009 produzierte er zusammen mit Christian Maciejewski den Dokumentarfilm / die Mockumentary Truckfighters (film) or The Fuzzomentary, der die schwedische Rockband Truckfighters begleitet, und der sowohl durch seine Nähe zu den Protagonisten, als auch durch die satirische, teils inszenierte Umsetzung viel positive Resonanz fand.
Zehn Jahre nach Beginn der Dreharbeiten wurde Lo Sound Desert im Jahr 2016 veröffentlicht und gilt als erster und authentischster Beitrag zum Thema.
Mit der Veröffentlichung des Films Inside Scofield, über den renommierten Jazzgitarristen John Scofield, erfolgte im Dezember 2022 der bisherige Abschluss seiner Dokumentationsreihe über Musiker und ihr Werk. Der Film erhielt äußerst positive Resonanz und zeichnet sich insbesondere durch die Nähe zu seinem Hauptprotagonisten aus, der sich selbst äußerst zufrieden über das Ergebnis äußerte.
Mit seinem Film American Dirge, dessen Veröffentlichung für 2024 angesetzt ist, beschreitet Steineck neue Wege. Der Film ist eine fiktionalisierte, essayistische Dokumentation, die aufgrund ihrer starken Stilisierung von einem fiktionalen Drama kaum zu unterscheiden ist. Er begleitet den alkoholkranken Country- / Folk-Musiker Sam auf eine kathartische Reise, die ihn von Los Angeles zu seinem Vater nach Lafayette (Louisiana) führt.

### Arbeitsweise und filmischer Stil
Steineck ist ein unkonventioneller, autodidaktischer Filmemacher, der in all seinen Arbeiten einen künstlerischen Ansatz verfolgt. Er übernimmt häufig alle filmischen Arbeitsprozesse – Regie, Produktion, Kamera, Drehbuch, Schnitt, Grafik- und Sounddesign, Animation, sowie das Corporate Design und die Plakat-Gestaltung –, teilweise auch die musikalische Untermalung.
Seine Arbeiten zeichnen sich durch ihren oftmals unkonventionellen, unprätentiösen und unsentimentalen Charakter aus. Steineck kontrastiert häufig naturalistische, dokumentarische Elemente mit stilisierten, teils surrealistischen, um die jeweilige Signifikanz des Gegenübers hervorzuheben. Dies führt gleichfalls zu einer filmischen Überhöhung von Wirklichkeit, durch die es ihm gelingt auf eindringliche Weise das Innenleben seiner Protagonisten darzustellen.
Inhaltlich wiederkehrende Sujets seiner Arbeiten sind u. a.: Mensch im Verhältnis zur Natur, Bewusstsein und Wahrnehmung, soziokulturelles Engagement in Subkulturen, soziale Missstände, Menschen, die sich freiwilliger Isolation aussetzen, aber auch gesellschaftliche Ausgliederung erfahren.

### Weitere kreative Tätigkeiten
Steineck arbeitet zudem als Maler, Designer, Illustrator und audiovisueller Künstler. In unregelmäßigen Abständen produziert und veröffentlicht er experimentelle, elektronische Musik unter dem Namen Cyto Pop.

## Filme

### Langfilme
- 2011: Truckfighters Fuzzomentary, Dokumentarfilm, Mockumentary (85 Min, Drehbuch, Regie, Produktion, Kamera, Schnitt)
- 2016: Lo Sound Desert, Dokumentarfilm (110 Min, Drehbuch, Regie, Produktion, Kamera, Schnitt)
- 2022: Inside Scofield, Dokumentarfilm (85 Min, Drehbuch, Regie, Produktion, Kamera, Schnitt)
- 2023: American Dirge, Drama/Essay/Dokumentarfilm (83 Min, Drehbuch, Regie, Produktion, Kamera, Schnitt)

### Kurzfilme und Videos (Auswahl)
- 2003: Wind, experimenteller Kurzfilm (04:10 Min)
- 2003: Reading A Book, experimenteller Kurzfilm (06:30 Min)
- 2003: Building A Ruin, experimenteller Kurzfilm (04:50 Min)
- 2004: Ode To The Fade, experimenteller Kurzfilm (01:40 Min)
- 2004: Network, experimenteller Kurzfilm (02:12 Min)
- 2005: On A Single Day In May, experimenteller Kurzfilm (03:50 Min)
- 2005: HOBP – Boundaries, Musikvideo (05:51 Min)
- 2005: Swandive – You Kind Of Remind Me, Musikvideo (02:56 Min)
- 2005: The Gap Influence – Reincarnate Yourself, Musikvideo (03:23 Min)
- 2006: David, Kurzdokumentation (16:49 Min)
- 2006: Film Art Festival Schwerin, Festival Teaser Video (01:12)
- 2006: Chris Maher – Lines Drawn Long, Musikvideo (04:28 Min)
- 2006: Beenie Boys Adventures, experimenteller Kurzfilm (02:10 Min)
- 2006: Melt Banana vs. Pop 30 (Part Uno), experimenteller Kurzfilm (01:24 Min)
- 2006: Melt Banana vs. Pop 30 (Part Dos), experimenteller Kurzfilm (01:34 Min)
- 2007: Last days of dirty shoes, experimenteller Kurzfilm (9:23 Min)
- 2007: Buddy – Say A Lot, Musikvideo (03:48 Min)
- 2007: Lo Sound Desert, Kurzdokumentation (35:03 Min)
- 2007: Hackberry 66, Kurzdokumentation (04:01 Min)
- 2008: Welcome To Tijuana, Dokumentarfilm (45 Min, Regie, Produktion, Kamera, Schnitt)
- 2009: Paco Mendoza – Candela, Musikvideo (03:37 Min)
- 2009: Oxfam - Life-Saver Aufklärungsvideo(00:45 Min)
- 2010: Miss Lava – Don’t tell a soul, Musikvideo (04:35 Min)
- 2010: PAN - Biozide im Haushalt Aufklärungsvideo(00:41 Min)
- 2011: Miss Lava – Ride, Musikvideo (04:40 Min)
- 2011: The New Assembly – Beyond The Sound, Musikvideo (04:00 Min)
- 2013: Truckfighters – Prophet, Musikvideo (04:58 Min)
- 2011: The Last Man, Kurzfilm (16:20 Min)
- 2011: Blackmail – The Rush, Musikvideo (03:50 Min)
- 2011: UMG-Verlag – Fly & Beatle, Aufklärungsvideo(01:02 Min)
- 2015: Harnessing The Universe – Spirit Guides, Musikvideo (07:29 Min)
- 2015: Harnessing The Universe – Beyond the bright, Musikvideo (06:27 Min)
- 2016: Harnessing The Universe – Watch your mouth, Musikvideo (05:00 Min)
- 2016: Double Chin, Animationsfilm (07:41 Min)
- 2017: Mat Reetz – Hurricane Walls, Musikvideo (04:50 Min)
- 2020: MOAIS – the lithic curtain, Animationsfilm (40:00 Min)
- 2022: VOICES – Inside Scofield interview series, Interview-Serie (49:60 Min)